# Surveyors Range
Die Surveyors Range ist eine rund 50 km lange Gebirgskette in der antarktischen Ross Dependency. Sie erstreckt sich vom Gebiet des Thompson Mountain nach Norden entlang der Ostflanke des Starshot-Gletschers bis zu dessen Mündung an der Shackleton-Küste in das Ross-Schelfeis. 
Teilnehmer einer von 1960 bis 1961 durchgeführten Kampagne im Rahmen der New Zealand Geological Survey Antarctic Expedition benannten sie zu Ehren der neuseeländischen Landvermesser (englisch surveyors), welche als Erste geodätische Arbeiten in diesem Gebiet vorgenommen hatten. 